# Ladignac-le-Long
Ladignac-le-Long è un comune francese di 1 135 abitanti situato nel dipartimento dell'Alta Vienne nella regione della Nuova Aquitania.

## Società

### Evoluzione demografica
Abitanti censiti